# Mecyclothorax exilis
Mecyclothorax exilis är en skalbaggsart som beskrevs av Britton 1948. Mecyclothorax exilis ingår i släktet Mecyclothorax och familjen jordlöpare. Inga underarter finns listade i Catalogue of Life.